# Byappanahalli, Malur
Byappanahalli là một làng thuộc tehsil Malur, huyện Kolar, bang Karnataka, Ấn Độ.